# Амгински рејон
Амгински рејон или Амгински улус (рус. Амгинский район) је један од 34 рејона Републике Јакутије у Руској Федерацији. Налази се на југоистоку Јакутије и заузима површину од 29.400 км². 
Административни центар рејона је насеље Амга. Насеље је основано 1652. од стране руских земљорадника. То је једна од првих области Јакутије, гдје је локално становништво прихватило културу пољопривреде.
Укупан број становника је 15.922 (2010).
Већину становништва чине Јакута (91%), те мањи број Руси, Евенки, Евени и Украјинци.